# Manifest van de Communistische Partij
Het Manifest van de Communistische Partij (Duits: Manifest der Kommunistischen Partei), kortweg Communistisch manifest, is een pamflet dat de Duitsers Karl Marx en Friedrich Engels in 1847 opstelden in opdracht van de Bond der Communisten. Het circa dertig pagina's tellende werk werd in februari 1848 gepubliceerd, vlak voor de Franse Februarirevolutie, en diende als politiek programma van de Bond in zijn deelname aan de revoluties van 1848.

## Achtergrond
Uitgeweken Duitse arbeiders, geleid door Schuster, verlieten de "burgerlijk-democratische" Bond der Bannelingen, om in 1836 te Parijs de Bond der Rechtvaardigen (Ligue des Justes) op te richten. Aanvankelijk waren zij een soort genootschap, gelijkaardig aan de geheime Franse groeperingen, onder andere de befaamde Société des Saisons, die een opstandige rol zouden spelen in de aanloop van de gebeurtenissen van 1848.
Meerdere nuanceringen van filosofisch radicalisme en naar gelijkheid strevend communisme vonden hun raakpunten bij de Rechtvaardigen. Aanhangers van Cabet, zowel als van Feuerbach of Weitling trachtten hun ideeën aanvaard te krijgen. Noch Karl Marx, noch Friedrich Engels hoorde toen tot de Rechtvaardigen. Zij meenden, bij hun wetenschappelijke onderzoekingen, dat men bleef stagneren bij de "Ideeën", terwijl het de "Economische Feiten" (productie-verhoudingen) waren, die de grondslag der samenleving vormen en de wereld regeren.
Pas in 1847 aanvaardde de Bond der Rechtvaardigen de stellingen van Marx en Engels, die tot de Bond toetraden. Dit gebeurde op twee congressen, die te Londen werden gehouden en waarbij de nieuwe naam aangenomen werd: Bond der Communisten. Op dit moment werd besloten dat Marx en Engels een manifest voor de partij zouden schrijven; dit werd het Manifest van de Communistische Partij.
Het Manifest werd geschreven door Marx van midden december 1847 tot eind januari 1848, op zijn zolderkamer in de Elsense Orleansstraat in Brussel. Begin 1848 liet hij het te Londen drukken op 500 exemplaren. Op de omslag vermeldde het de sindsdien beroemde leuze "Proletariërs aller landen, verenigt u!" Deze oproep wordt aan het slot van het manifest herhaald.
Kort na het verschijnen van het manifest, op 22 februari 1848, startte in Parijs de Februarirevolutie.

## Inhoud
Het Communistisch manifest bevat een beknopte uiteenzetting van de denkbeelden van Marx en Engels over economie, klassenstrijd en revolutie, die later verder zouden worden uitgebouwd in Das Kapital, en die uiteindelijk de basis vormden voor het marxisme. Deze uiteenzetting is vervat in een literaire stijl die gebaseerd is op de gothic novel: de industriële revolutie wordt voorgesteld als een tovenaar die de door hem opgeroepen krachten (de moderne arbeidersklasse en de explosieve bevolkingsgroei) niet onder controle kan houden, een duidelijke verwijzing naar Goethes Tovenaarsleerling en Mary Shelleys Frankenstein.
Het Manifest bestaat uit een inleiding en vier hoofdstukken.
Het eerste hoofdstuk, Bourgeois en proletariërs, bevat een uitleg van de marxistische geschiedbeschouwing, het historisch materialisme. Centraal begrip is de klassenstrijd, die de "motor" van de geschiedenis is: "De geschiedenis van elke tot nog toe bestaande maatschappij is de geschiedenis van klassenstrijd."
In hoofdstuk 2, Proletariërs en communisten, betogen Marx en Engels dat het communisme (als enige stroming) opkomt voor de belangen van het proletariaat. Verder antwoordt het op vele argumenten die tegen het communistische streven in kunnen worden gebracht.
Hoofdstuk 3, Socialistische en communistische literatuur bevat een behandeling van de belangrijke socialistische denkbeelden die in Marx' en Engels' tijd de ronde deden. Hierbij wordt niemand gespaard; met name de Franse anarchist Proudhon moet het ontgelden, maar ook de Duitse socialisten. Deze laatsten verzetten zich volgens Marx en Engels ten onrechte tegen het liberale en nationalistische streven van de Duitse burgerij, dat in het quasi-feodale Duitsland juist als een progressief streven zou moeten worden omarmd door de arbeidersbeweging.
Het korte, afsluitende vierde hoofdstuk van het Manifest heet Standpunt (of Verhouding) van de communisten ten aanzien van (tot) de verschillende oppositionele partijen (afhankelijk van de editie) en vormt vooral een oproep tot opstand. Dit komt het sterkst naar voren in de laatste drie, beroemd geworden zinnen: "De proletariërs hebben daarbij niets dan ketenen te verliezen. Zij hebben een wereld te winnen. Proletariërs aller landen, verenigt U!"

## Ontvangst
Het Communistisch manifest verscheen voor het eerst in 1848 in een kleine oplage. Het kreeg op het moment van verschijnen en de decennia daarna weinig aandacht, temeer omdat de proletarische revolutie uitbleef. Pas de heruitgave van 1871 werd een bestseller: op dat moment had Marx zijn reputatie als denker gevestigd met het eerste deel van Het Kapitaal (1867) en was in Duitsland de sociaaldemocratie op stoom gekomen. Vanaf de Russische Revolutie verscheen het Manifest in massa-oplage.

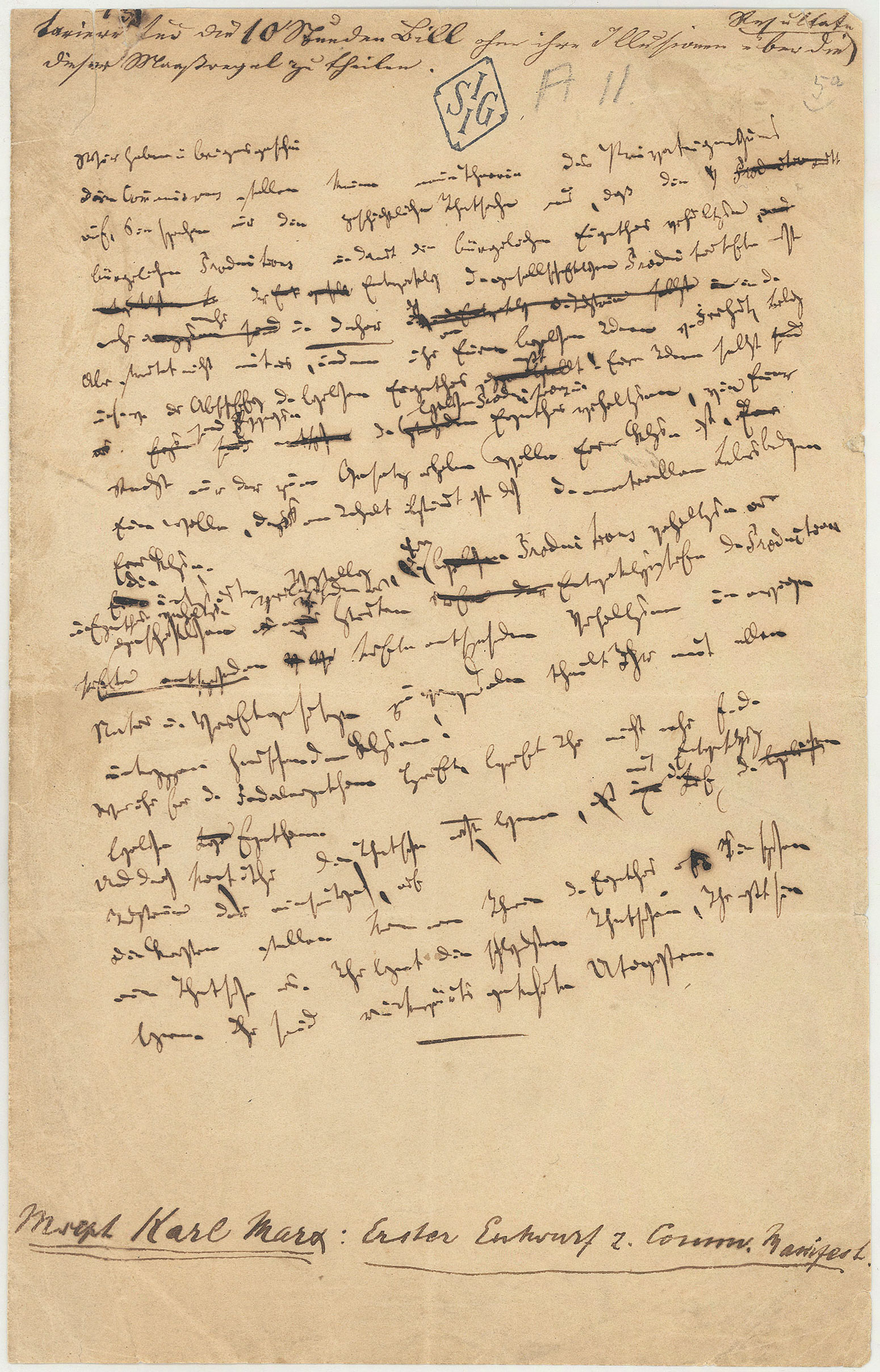
Enig overgebleven pagina van het manuscript

Het manifest is sinds 2013 opgenomen op de werelderfgoedlijst voor documenten. De enige bewaard gebleven pagina van het manuscript van het Communistisch Manifest in het handschrift van Karl Marx, bevindt zich in Nederland, in het archief van het Internationaal Instituut voor Sociale Geschiedenis.